# 天主教蒙雷阿莱总教区

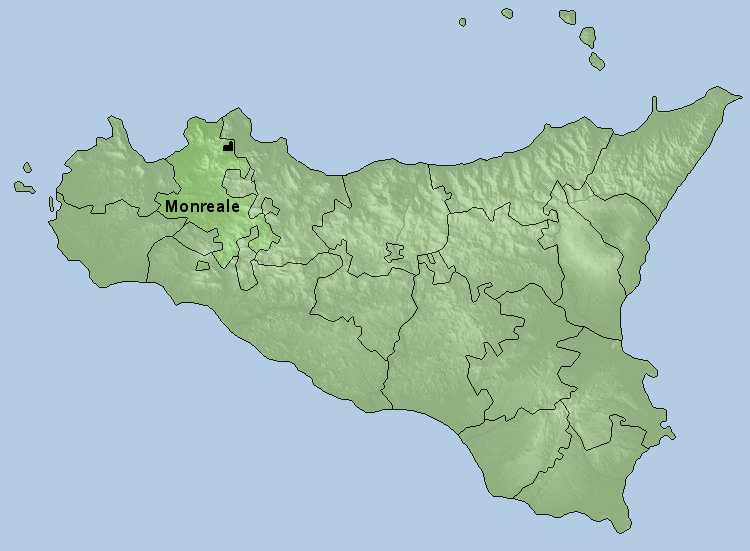
蒙雷阿莱总教区在西西里岛的位置

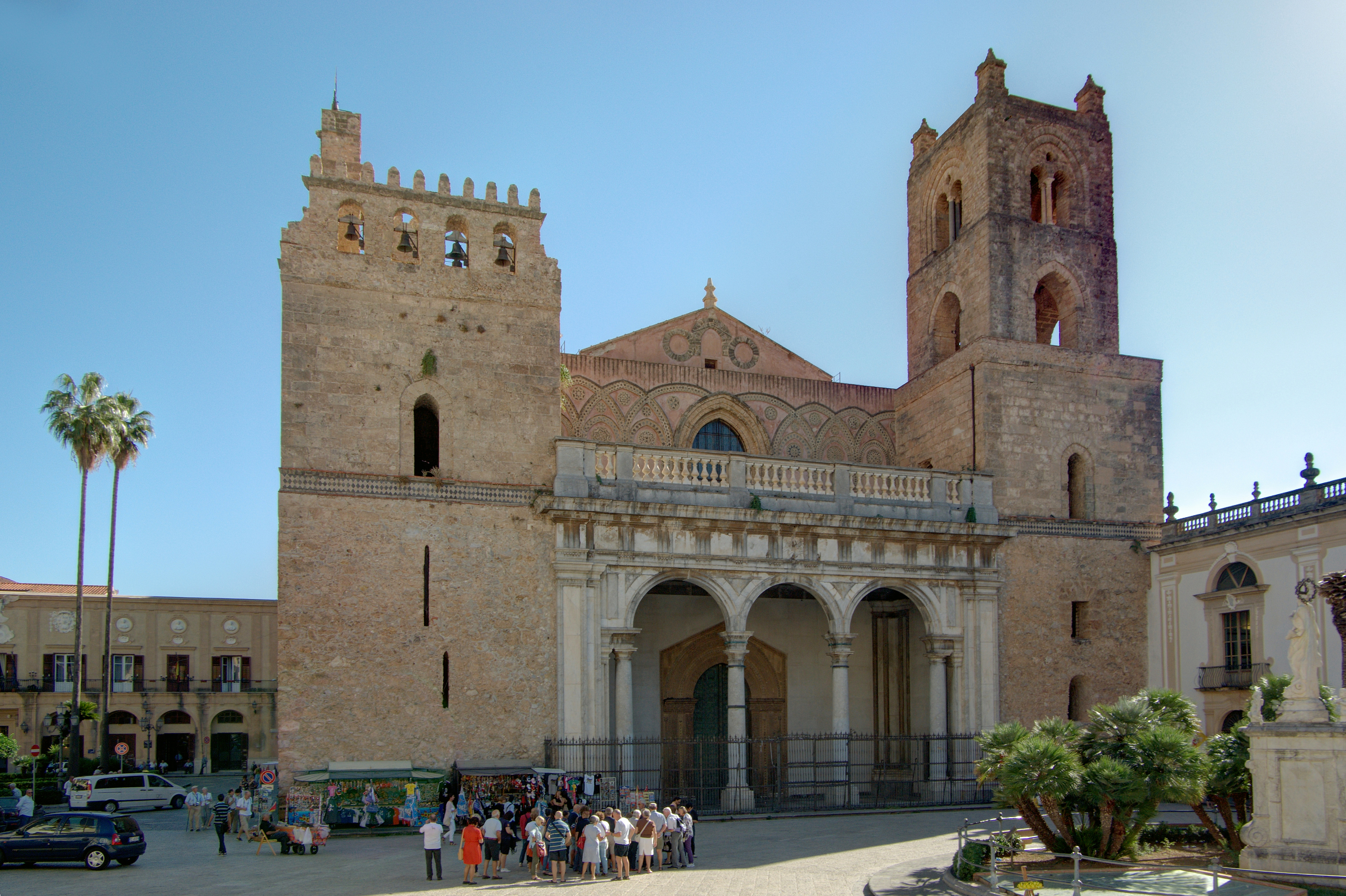
主教座堂外观

天主教蒙雷阿莱总教区是罗马天主教设在意大利西西里岛西北部的一个教区。自2000年以后不再是单独的教省，而是附属于天主教巴勒莫总教区。